# Open Connectivity Foundation
Die Open Connectivity Foundation (OCF, zu deutsch: Offene Verbindungsfähigkeit Stiftung) ist eine Industriegruppe, deren Ziel es ist, Standards für Spezifikationen zu entwickeln und ein Zertifizierungsprogramm für Geräte des Internets der Dinge bereitzustellen.

## Mitglieder
Die Open Connectivity Foundation ist zu der größten Organisation für industrielle Konnektivitätsstrukturen für das Internet der Dinge geworden. Sie hat derzeit mehr als 400 Mitgliedsunternehmen. Darunter Samsung Electronics, Intel, Microsoft, Qualcomm und Electrolux.